# INS Vikrant (R11)
El INS Vikrant (en hindi: विक्रान्त) (anteriormente HMS Hercules (R49)) es un portaaviones ligero de clase Majestic de la Armada India.

## Construcción
Su quilla, fue puesta sombre la grada el 12 de noviembre de 1943 por Vickers-Armstrong y fue botado el 22 de septiembre de 1945. 
Los trabajos de finalización del buque, transcurrían en Belfast, pero su construcción fue paralizada al finalizar la Segunda Guerra Mundial, fue puesto en reserva para un posible futuro uso. Se cambió su numeral de R11 a R49. 
En enero de 1957 fue vendido a la India, y se finalizó su construcción en  Harland and Wolff con una modernización extensiva en su diseño, con la inclusión de una cubierta en ángulo,  catapultas de vapor y una isla modificada.

## Historial

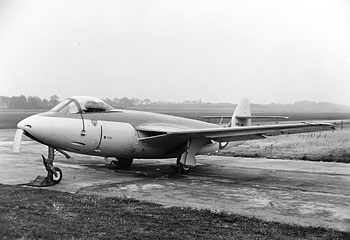
Hawker Sea Hawk.

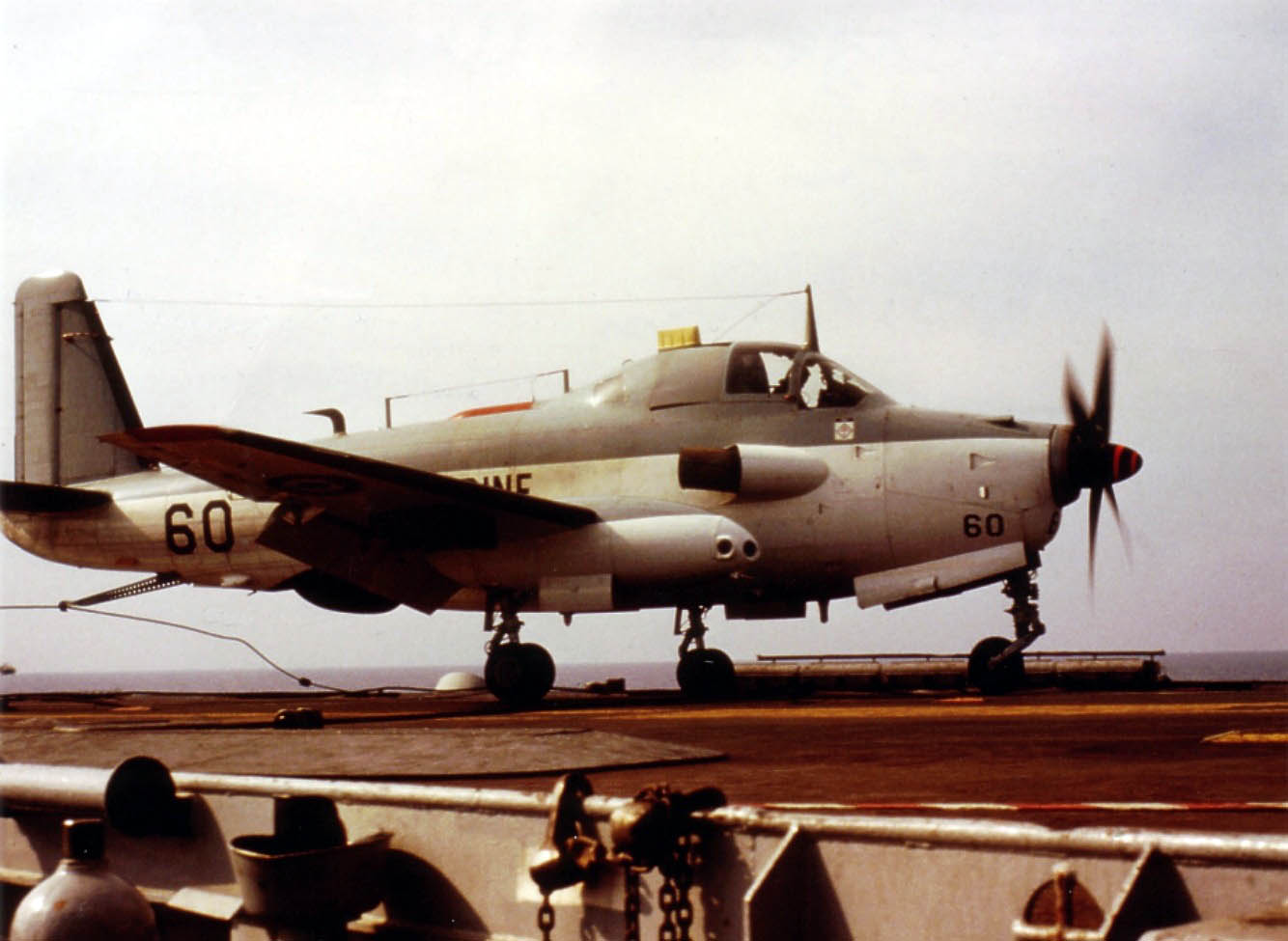
El avión antisubmarino Alize.

El alto comisionado indio en el Reino Unido, Vijayalakshmi Pandit, lo dio de alta con el nombre INS Vikrant el 4 de marzo de 1961 mientras aún estaba en  Belfast, Irlanda del Norte. El nombre Vikrant está tomado del sánscrito vikrānta que significa "caminando más allá". El Capitán Pritam Singh fue su primer comandante. Se unió formalmente a la flota India en Bombay el 3 de noviembre de 1961, cuando fue recibido por el primer ministro Jawaharlal Nehru y otros altos dignatarios.
El complemento aéreo inicial del Vikrant' consistió en cazabombarderos británicos Hawker Sea Hawk y aviones antisubmarinos de fabricación francesa Alize. El 18 de mayo de 1961, se produjo a bordo el primer apontaje de un reactor en un barco indio, pilotado por el Lieutenant (posteriormente almirante) R H Tahiliani.

### Guerra Indo-Pakistaní  1965 - 1971
En  1965, Pakistán declaró haber hundido el  Vikrant, pero en esos momentos, el buque, estaba en proceso de actualización en dique seco.
A pesar de tener una grieta en una caldera, participó en combate real contra Pakistán en la guerra Indo-Pakistaní de 1971. Estacionado en las islas Andaman & Nicobar junto a los buques, INS Bramhaputra y INS Beas, el Vikrant fue desplazado al frente en  Chittagong al iniciarse las hostilidades. La mañana del 4 de diciembre de 1971 los ocho aviones Sea Hawk del Vikrant lanzaron un ataque aéreo sobre Cox Bazaar a 60 mn. Esa tarde, el grupo aéreo atacó el Puerto de Chittagong. Los siguientes ataques, tuvieron como objetivos  Khulna y  Mongla. 
La inteligencia naval de la India, indicó el intento de la Armada de Pakistán de romper el bloqueo naval indio usando buques mercantes armados, los Sea Hawks atacaron los puertos de Chittagong y Cox Bazar, hundiendo o incapacitando a la mayoría de los mercantes que allí se encontraban.
El submarino PNS Ghazi fue desplegado para tratar de hundir al INS Vikrant. Sin embargo, fue hundido en el puerto de Visakhapatnam bajo misteriosas circunstancias. Durante la guerra, la tripulación del Vikrant ganó dos Mahavir Chakras y 12 Vir Chakras.

## Servicios posteriores

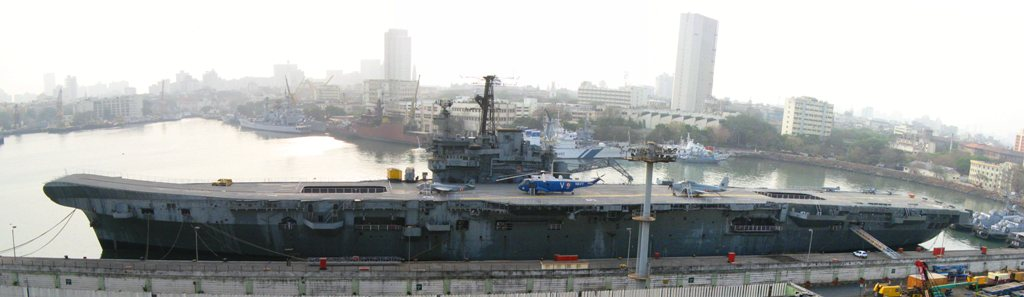
Vikrant como buque museo.

El Vikrant fue de nuevo extensamente modernizado entre 1979  y el 3 de enero de 1982, incluyéndose en esta modernización unos nuevos motores. Entre diciembre de 1982 y febrero de 1983, fue modernizado de nuevo para operar los  BAe Sea Harrier que habían reemplazado a los Sea Hawk. Tras la retirada del servicio del Breguet Alizé en 1989, se le dotó de una rampa 'ski jump' para un uso más efectivo de sus Sea Harriers.
Vikrant fue el único portaaviones de la India durante 20 años, pero a comienzo de los años 90, estaba fuera de servicio debido a sus malas condiciones de conservación. Finalmente, fue dado de baja el 31 de enero de 1997 y se conserva como buque museo en Bombay. Es el único de los portaaviones de construcción británica de la época de la Segunda Guerra Mundial que se conserva.
En 2014, se decidió que finalmente, sería desguazado en Bombay. El 12 de noviembre de 2014, la corte suprema dio su aprobación para el desguace del portaaviones, el cual comenzó el 22 de noviembre, y se espera que finalice a mediados de 2015.